# دومین دوره جوایز بفتا
 دومین دوره جوایز بفتا (به انگلیسی: 2st British Academy Film Awards) در ۲۹ می سال ۱۹۴۹ به افتخار فیلم ۱۹۴۸ در لندن برگزار شد

## جوایز و نامزدها
- بهترین فیلم بریتانیا بت افتاده
- بهترین فیلم انگلیسی یا خارجی هملت
- بهترین فیلم مستند  داستان لویزیانا
- جایزه ویژه برای فیلم  فیزیک اتمی